# Vinterväg

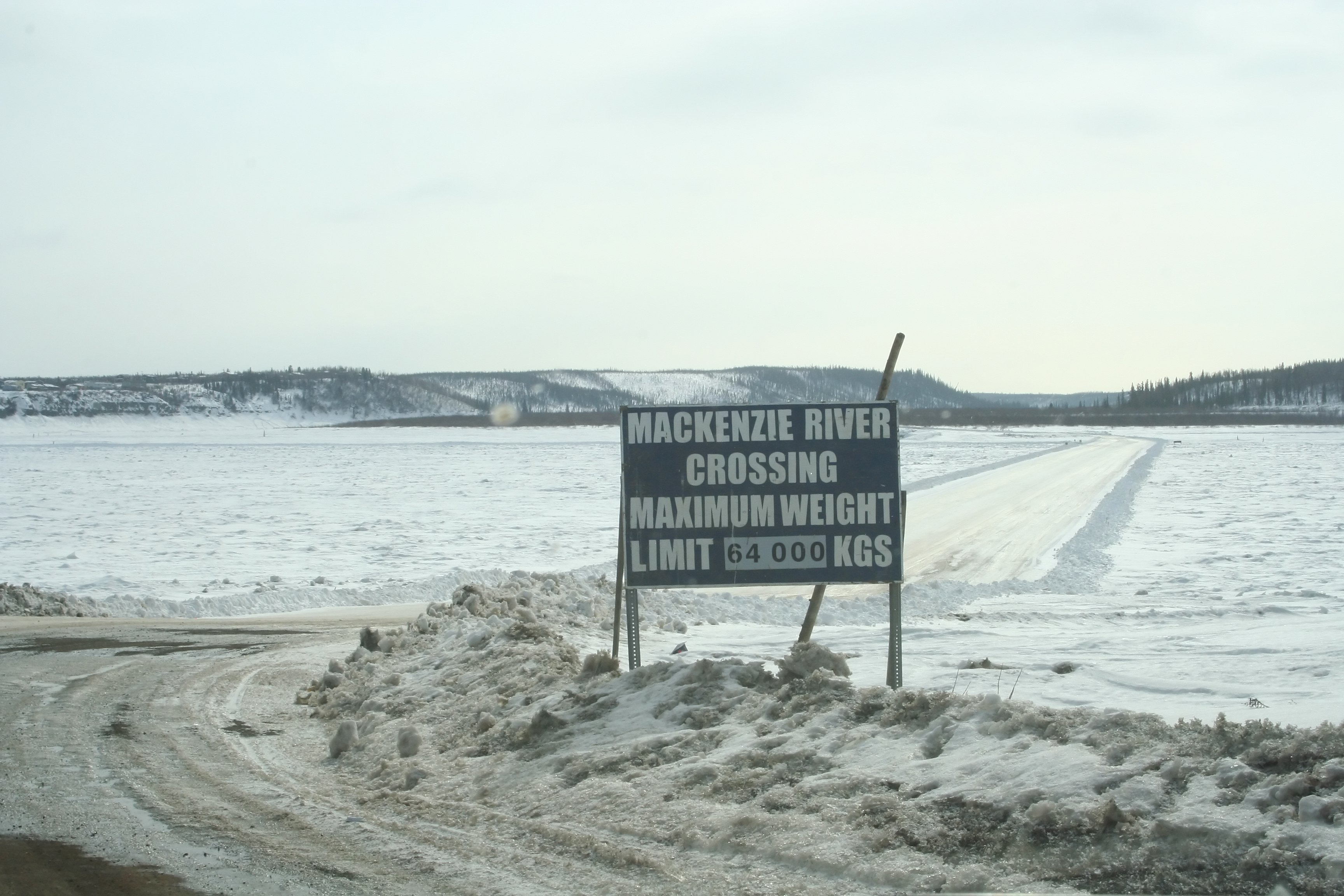
Vinterväg över Mackenziefloden i Kanada.

En vinterväg är en väg som bara är farbar på vintern, till exempel genom att den går över sjöis, så kallad isväg, eller frusen myrmark.
I Sverige och Finland är vintervägarna i allmänhet isvägar, som ersätter färje- och förbindelsefartygsturer. Vintervägar kan också vara den enda förbindelsen för tyngre trafik. I norra Kanada saknar många områden helt vägförbindelse till resten av landet sommartid, inklusive hela territoriet Nunavut, till vilket en vinterväg går över insjöars is och via landtungor mellan sjöarna.